# Phex
Phex ist ein Peer-to-Peer-Filesharing-Client für das Gnutella-Netzwerk. Es ist eine freie Software und ohne Spy- oder Adware. Phex wird unter der GNU General Public License veröffentlicht.
Phex basiert auf Java-Technologie und ist daher auf vielen verschiedenen Systemen verfügbar, die eine J2SE-1.4-Laufzeitumgebung anbieten. Dazu gehören unter anderem Windows, macOS, Linux und diverse weitere Unix-Systeme.
Phex unterstützt Downloads mittels „swarming“, was bedeutet, dass Teile der Datei von verschiedenen Peers gleichzeitig heruntergeladen werden können. Dadurch beschleunigt sich der Ladevorgang wesentlich. Außerdem werden in Voreinstellung seltenere Dateiteile bevorzugt. Für fortgeschrittene Benutzer bietet Phex durch viele Möglichkeiten der Konfiguration einen hohen Grad an Kontrolle.
Phex bietet auch Dateientausch in geschlossenen Gruppen – sogenanntes privates Filesharing.

## Geschichte
Im April 2001 hat Konrad Haenel den veralteten Gnutella-Client Furi abgespaltet und in Phex umbenannt. Nachdem Konrad Haenel am Phex-Projekt bis Ende 2001 beteiligt war, hat er das Projekt verlassen. Die Entwicklung wird von Gregor K. bis heute weitergeführt.

## Anonymer Phex ist I2Phex
Seit dem Jahr 2006 gibt es auch eine I2P-Variante von Phex (genannt I2Phex), die einen anonymen Dateitausch ermöglicht, indem das Gnutella-Protokoll über das I2P-Netzwerk geroutet wird. Dazu werden Base-64-Keys genutzt, die die IP-Adresse schützen. Ziel ist es, den Code für das I2P-Netzwerk in einer der kommenden Versionen von Phex zu integrieren, so dass der Client sowohl mit IP-Adressen als auch über das Layer-Netzwerk I2P Dateien übertragen kann.
Verschiedene akademische Studien nutzen Phex:
- Giancarlo Ruffo: A Decentralized Recommendation System Based on Self-organizing Partnerships. (PDF; 557 kB) Università di Torino, 2006, abgerufen am 25. Mai 2010.
- Stakhanova Natalia: A reputation-based trust management in peer-to-peer network systems. (PDF; 106 kB) Iowa State University, 2003, abgerufen am 25. Mai 2010.